# Tabebuia pallida
Espèce
Tabebuia pallida, le calice du pape, est une espèce de plantes à fleurs de la famille des Bignoniaceae. C'est un arbre originaire d'Amérique tropicale. Il produit des fruits comestibles.
Il est connu sous le nom vernaculaire de poirier-pays ou pwayé (blan) aux Antilles françaises. Il est invasif à La Réunion ou à Maurice où il est localement connu sous le nom de tecoma. On peut admirer des sujets au jardin botanique de Pamplemousses.

## Synonymes
- = Bignonia cranalis Krause
- = Tabebuia dominicensis Urb.
- = Tabebuia heterophylla dominicensis (Urb.) Stehlé

## Description
C'est un arbre très proche de Tabebuia heterophylla, distingué généralement de ce dernier par ses feuilles simples ou à trois folioles, ses fleurs rose-mauve presque blanches et sa taille plus élevée.
Les deux espèces s'hybrident facilement. Des études génétiques n'ont pas trouvé de différences significatives entre elles.
Si elles doivent être fusionnées, le binôme Tabebuia heterophylla aura la priorité.

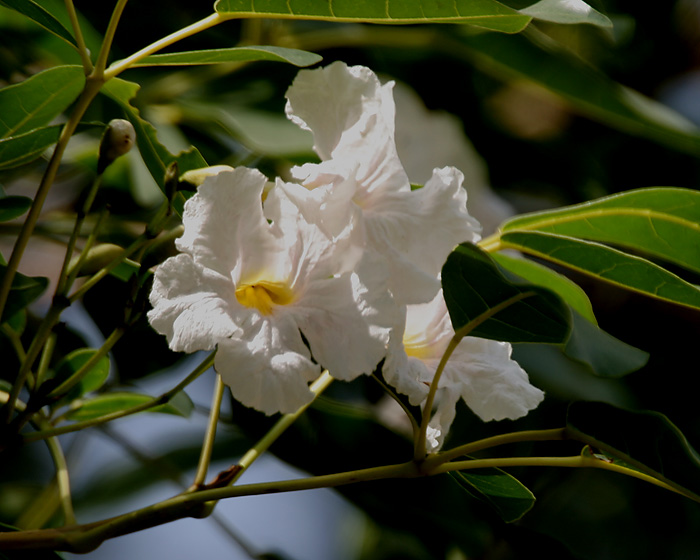
Fleur.

## Écologie
C'est un arbre endémique des Petites Antilles.